# Albany (Wyoming)
Albany è un census-designated place degli Stati Uniti d'America, situato nella Contea di Albany dello stato del Wyoming. Nel censimento del 2000 la popolazione era di 80 abitanti.

## Geografia fisica
Secondo i rilevamenti dell'United States Census Bureau, la località di Albany si estende su una superficie di 53,4 km², dei quali 52,9 km² occupati da terre, mentre 0,5 km² dalle acque.

## Popolazione
Secondo il censimento del 2000, a Albany vivevano 80 persone, ed erano presenti 22 gruppi familiari. La densità di popolazione era di 1,5 ab./km². Nel territorio comunale si trovavano 99 unità edificate. Per quanto riguarda la composizione etnica degli abitanti, il 92,50% era bianco, l'1,25% proveniva dall'Asia e il 6,25% apparteneva a due o più razze.
Per quanto riguarda la suddivisione della popolazione in fasce d'età, il 17,5% era al di sotto dei 18, il 5,0% fra i 18 e i 24, il 20,0% fra i 25 e i 44, il 38,8% fra i 45 e i 64, mentre infine il 18,8% era al di sopra dei 65 anni di età. L'età media della popolazione era di 49 anni. Per ogni 100 donne residenti vivevano 105,1 maschi.